# Finanza comportamentale
La finanza comportamentale e l'economia comportamentale sono campi di studio strettamente legati, che applicano la ricerca scientifica nell'ambito della psicologia cognitiva alla comprensione delle decisioni economiche e come queste si riflettano nei prezzi di mercato e nell'allocazione delle risorse. Entrambe si interessano della razionalità, o meglio della sua mancanza, da parte degli agenti economici. I modelli studiati in questi campi tipicamente integrano risultati della psicologia cognitiva con l'economia neoclassica.

## Storia
Durante il periodo classico, l'economia aveva uno stretto legame con la psicologia. Ad esempio, Adam Smith scrisse un importante testo che descriveva i principi psicologici del comportamento individuale, Teoria dei sentimenti morali e Jeremy Bentham scrisse estesamente delle basi psicologiche dell'utilità. Gli economisti iniziarono a distanziarsi dalla psicologia durante lo sviluppo dell'economia neoclassica, quando cercarono di riplasmare la disciplina come scienza naturale, con spiegazioni del comportamento economico dedotte da assunti fatti sulla natura degli agenti economici. Venne sviluppato il concetto di homo economicus e la psicologia di questa entità fu fondamentalmente razionale. Ciononostante, le spiegazioni psicologiche continuarono a far parte dell'analisi di molte figure importanti nello sviluppo dell'economia neoclassica, quali Francis Edgeworth, Vilfredo Pareto, Irving Fisher e John Maynard Keynes.
La psicologia era in buona parte scomparsa dalle discussioni economiche per la metà del XX secolo. Un numero di fattori contribuì al risorgere del suo uso e allo sviluppo dell'economia comportamentale. I modelli dell'utilità attesa e dell'utilità scontata iniziarono a guadagnare un'ampia accettazione che generò ipotesi verificabili circa il processo decisionale soggetto rispettivamente a incertezza e a consumo intertemporale, e numerose anomalie osservate e ripetibili sfidarono queste ipotesi. Inoltre, durante gli anni sessanta, la psicologia cognitiva iniziò a descrivere la mente come strumento per l'elaborazione di informazioni (in contrasto col modello comportamentista). Gli psicologi di questo campo, quali Ward Edwards, Amos Tversky e Daniel Kahneman iniziarono a paragonare i loro modelli cognitivi del processo decisionale soggetto a rischio o incertezza, con i modelli economici del comportamento razionale.
Forse il lavoro più importante nello sviluppo dei campi della finanza e dell'economia comportamentale, fu scritto da Kahneman e Tversky nel 1979. Il lavoro Prospect theory: Decision Making Under Risk, usava tecniche di psicologia cognitiva per spiegare una serie di anomalie documentate nel processo decisionale economico razionale. Ulteriori pietre miliari nello sviluppo degli studi di economia comportamentale furono: un'importante conferenza tenuta presso l'Università di Chicago, che ebbe ampia partecipazione da parte di studiosi dei più vari orientamenti (si veda al riguardo Hogart e Reder, 1987); un'edizione speciale del 1997 del Quarterly Journal of Economics, una delle principali pubblicazioni nell'ambito dell'economia politica, in memoria di Amos Tversky e interamente dedicata all'economia comportamentale; infine, l'attribuzione del premio Nobel per l'economia a Daniel Kahneman nel 2002 «per avere integrato risultati della ricerca psicologica nella scienza economica, specialmente in merito al giudizio umano e alla teoria delle decisioni in condizioni d'incertezza».
La prospect theory è un esempio di teoria dell'utilità attesa generalizzata. Sebbene non sempre sia utilizzata nei lavori di economia e finanza comportamentale, la teoria dell'utilità attesa generalizzata è, così come l'economia comportamentale, motivata da dubbi circa l'accuratezza della descrizione dei comportamenti umani data dalla teoria classica dell'utilità attesa à la Von Neumann-Morgenstern.
L'economia comportamentale ha inoltre trovato applicazione nei problemi di scelta intertemporale. Un'idea assai popolare intorno al 2006 era quella del cosiddetto sconto iperbolico, in base alla quale nella valutazione di un prospetto di scelta intertemporale un decisore utilizzerebbe un tasso di sconto molto elevato per orizzonti temporali ridotti, e un tasso meno elevato per orizzonti temporali tra il futuro prossimo e gli eventi più distanti nel tempo. Tale comportamento di sconto sarebbe inconsistente in una prospettiva temporale, e di conseguenza in contrasto con i modelli standard di scelta razionale, dove il fattore di sconto di norma è una funzione monotona decrescente dell'orizzonte temporale, ossia gli eventi nel futuro prossimo hanno una rilevanza maggiore (dunque ad essi si associa uno sconto minore) rispetto a quelli maggiormente distanti nel tempo.

## Metodologia
All'inizio le teorie dell'economia e della finanza comportamentali vennero sviluppate quasi esclusivamente partendo da osservazioni sperimentali e da risposte a sondaggi, anche se in anni più recenti i dati del mondo reale hanno assunto una posizione più importante. Anche la risonanza magnetica funzionale è stata usata per determinare quali aree del cervello sono attive durante i vari passi dei processi decisionali economici. Esperimenti che simulano situazioni di mercato come le contrattazioni del mercato azionario e le aste, sono considerate particolarmente utili in quanto possono essere impiegate per isolare gli effetti di una inclinazione a un particolare comportamento. Tipicamente i comportamenti osservati sul mercato possono essere spiegati in diversi modi, esperimenti attentamente pianificati possono aiutare a ridurre l'insieme delle spiegazioni plausibili. Gli esperimenti sono progettati per essere compatibili con gli incentivi, in cui transazioni vincolanti che prevedono l'uso di vero denaro sono la norma.

## Osservazioni chiave
Ci sono tre temi principali nella finanza e nell'economia comportamentali (Shefrin, 2002):
- Euristica: La gente spesso prende decisioni basate su regole empiriche approssimative, non seguendo analisi strettamente razionali. Si veda anche pregiudizi cognitivi e razionalità limitata.
- Inquadramento: Il modo in cui un problema o una decisione viene presentata influenza le azioni di chi deve scegliere.
- Inefficienze di mercato: Esistono spiegazioni per esiti di mercato osservati, che sono contrari alle spiegazioni razionali e all'efficienza del mercato. Queste comprendono, valutazione errata del prezzo, processi decisionali non razionali, e anomalie sul ritorno. Richard Thaler, in particolare, ha scritto una lunga serie di documenti che descrivono specifiche anomalie di mercato da una prospettiva comportamentale.

Le anomalie a livello di mercato non possono in genere essere spiegate con individui affetti da pregiudizi cognitivi, in quanto un pregiudizio individuale spesso non produce un effetto sufficiente da cambiare i prezzi e i ritorni di mercato. Inoltre, i pregiudizi individuali possono potenzialmente annullarsi l'un l'altro. I pregiudizi cognitivi hanno effetti anomali reali solo se esiste una contaminazione sociale con un forte contenuto emotivo (paura o avidità collettiva), portando a un fenomeno più diffuso come il comportamento del gregge e il pensiero di gruppo. La finanza e l'economia comportamentali fanno affidamento sulla psicologia sociale quanto sulla psicologia individuale.
Esistono due eccezioni a questa affermazione generale. Primo, può darsi il caso che abbastanza individui mostrino comportamenti preconcetti (ovvero, diversi dalle aspettative razionali) che tale comportamento sia la norma e quindi abbia effetti a livello dell'intero mercato. Inoltre, alcuni modelli comportamentali dimostrano esplicitamente che un gruppo anomalo, piccolo ma significativo, può avere effetti a livello dell'intero mercato (ad esempio, Fehr e Schmidt, 1999).

## Argomenti della finanza comportamentale
Osservazioni chiave hanno fatto sì che la letteratura della finanza comportamentale includesse la mancanza di simmetria tra le decisioni di acquisire e mantenere delle risorse, chiamata colloquialmente "paradosso dell'uccello nel cespuglio", e la forte avversione alla perdita o l'angoscia collegata ad ogni decisione in cui alcune risorse emotivamente preziose (ad esempio, la casa) potrebbero venire completamente perse. L'avversione alla perdita appare manifestarsi nel comportamento dell'investitore come una mancanza di volontà di vendere azioni o altri titoli, se fare ciò costringe l'investitore a realizzare una perdita nominale (Genesove e Mayer, 2001). Può anche aiutare a spiegare perché i prezzi del mercato delle abitazioni non si aggiustano verso il basso durante periodi di scarsa richiesta.
Applicando una versione della teoria del prospetto, Benartzi e Thaler (1995) sostengono di aver risolto l'equity premium puzzle (enigma del premio associato alle azioni), qualcosa che i convenzionali modelli finanziari non sono stati in grado di fare.

### Modelli di finanza comportamentale
Alcuni modelli finanziari usati nella gestione del denaro e nella valutazione degli asset, usano parametri di finanza comportamentale, ad esempio:
- Il modello di Thaler della reazione dei prezzi alle informazioni, con tre fasi, sottoreazione -aggiustamento - sovrareazione, che creano una tendenza di prezzo
- Il coefficiente di immagine azionaria

### Critiche alla finanza comportamentale
I critici della finanza comportamentale, come Eugene Fama, sostengono tipicamente la teoria dell'efficienza di mercato. Essi sostengono che la finanza comportamentale è più un insieme di anomalie che una vera branca della finanza, e che queste anomalie verranno alla fine prezzate fuori dal mercato o spiegate appellandosi ad argomentazioni di microstruttura dei mercati. Comunque, si deve evidenziare una distinzione tra pregiudizi individuali e pregiudizi sociali; i primi possono essere mediati solo dal mercato, mentre gli altri possono creare un ciclo di retroazione che spinge il mercato sempre più lontano dall'equilibrio del "giusto prezzo".
Un esempio specifico di tale critica si trova in alcune tentate spiegazioni dell'equity premium puzzle. Si è sostenuto che il puzzle nasca semplicemente a causa di barriere all'ingresso (sia pratiche che psicologiche) che hanno tradizionalmente impedito l'ingresso nel mercato azionario da parte di singoli individui, e che i ritorni tra azioni e obbligazioni dovrebbero stabilizzarsi grazie alle risorse informatiche che aprono il mercato azionario a un maggior numero di investitori (Si veda, Freeman 2004 per un resoconto). In risposta, altri sostengono che molti dei fondi di investimento personale sono gestiti attraverso fondi pensione, quindi l'effetto di queste presunte barriere all'ingresso sarebbe minimo. Inoltre, gli investitori professionali e i gestori di fondi sembrano detenere più obbligazioni di quanto ci si aspetterebbe dati i differenziali di ritorno.

## Argomenti di economia comportamentale
I modelli di economia comportamentale sono tipicamente indirizzati ad una particolare anomalia di mercato osservata e modificano i modelli neoclassici standard descrivendo i decision maker come utilizzanti l'euristica e come influenzati da effetti di inquadramento. In generale l'economia comportamentale rientra nell'ambito dell'economia neoclassica, anche se l'assunzione standard del comportamento razionale viene spesso sfidata.
Euristica
- Teoria dei prospetti
- Avversione alla perdita
- Pregiudizio dello status quo
- Fallacia dello scommettitore
- Pregiudizio di autocompiacenza

Inquadramento
- Inquadramento
- Contabilità mentale
- Utilità di riferimento
- Ancoramento

Anomalie

- Effetto disposizione
- Effetto dotazione
- Equity premium puzzle
- Illusione monetaria
- Problema del dividendo
- Giustizia (Avversione all'ingiustizia)
- Ipotesi del salario efficiente
- Reciprocità
- Consumo intertemporale
- Preferenze influenzate dal presente
- Ipotesi comportamentale del ciclo di vita
- Viscosità dei salari
- Viscosità dei prezzi
- Visceral influences
- Curva di Earle dell'affidabilità predittiva
- Limiti all'arbitraggio
- Reddito e felicità
- Effetto momentum

### Critiche all'economia comportamentale
I critici dell'economia comportamentale tipicamente evidenziano la razionalità degli agenti economici (si veda Myagkov e Plott (1997) tra gli altri). Essi sostengono che il comportamento osservato sperimentalmente non è applicabile alle situazioni di mercato, in quanto le opportunità di apprendimento e la competizione assicurano come minimo una stretta approssimazione del comportamento razionale. Altri notano che le teorie cognitive, come la prospect theory, sono modelli di processo decisionale, non comportamenti economici generalizzati, e sono applicabili sono al tipo di problemi presentati ai partecipanti all'esperimento o a chi risponde ai sondaggi.
Gli economisti tradizionali sono inoltre scettici circa le tecniche sperimentali o basate su sondaggi che sono usate estensivamente nell'economia comportamentale. Gli economisti tipicamente enfatizzano le preferenze rivelate, rispetto alle preferenze dichiarate (dai sondaggi) nella determinazione del valore economico. Esperimenti e sondaggi devono essere progettati attentamente per evitare pregiudizi sistemici, comportamenti strategici e mancanza di incentivi e molti economisti hanno scarsa fiducia nei risultati ottenuti in questo modo, a causa delle difficoltà nell'eliminare questi problemi. Rabin (1998) respinge queste critiche, sostenendo che i risultati tipicamente sono riprodotti in diverse situazioni e paesi e possono portare ad una buona comprensione teorica.
Altri sostenitori dell'economia comportamentale fanno notare che i modelli neoclassici predicono innegabilmente in modo errato i risultati di contesti reali. La comprensione comportamentale può essere usata per aggiornare le equazioni neoclassiche e gli economisti comportamentali notano che questi modelli rivisti non solo raggiungono le stesse predizioni corrette dei modelli tradizionali, ma inoltre predicono correttamente risultati che i modelli tradizionali falliscono.

## Figure chiave della finanza comportamentale
Dan Ariely - Colin Camerer - Ernst Fehr - Daniel Kahneman -  David Laibson - George Loewenstein - Sarah Lichtenstein - Lola Lopes - Matthew Rabin - Robert Shiller - Richard Thaler - Amos Tversky - Paul Slovic - Andrei Shleifer - Hersh Shefrin - Shlomo Benartzi

### Non-specialisti il cui lavoro è collegato alla finanza comportamentale
Herbert Simon - Gerd Gigerenzer - Fischer Black - John Tooby - Leda Cosmides - Paul Rubin - Donald Rubin - Ronald Coase